# Кречетов, Андрей Александрович
Кречетов Андрей Александрович (род. 23 июня 1976, Дятьково, Брянская область) — ректор Кузбасского государственного технического университета имени Т. Ф. Горбачёва, доцент, кандидат технических наук.

## Биография
Родился 23 июня 1976 года в г. Дятьково, Брянской области. В 1998 году окончил механико-машиностроительный факультет Кузбасского государственного технического университета по специальности «Технология машиностроения», получив квалификацию «Инженер».
В 2004 году защитил кандидатскую диссертацию в Московском политехническом университете по теме «Разработка методики проектирования технологических процессов обкатывания на основе раскрытия наследственных закономерностей влияния состояния поверхностного слоя на циклическую долговечность деталей машин». 
В 2004 году получил ученую степень кандидата технических наук. 
С 1 сентября 1998 года работал ассистентом на кафедре технологии металлов в родном вузе. С ноября 2001 года являлся старшим преподавателем этой же кафедры, старшим преподавателем, затем доцентом кафедры технологии машиностроения. 
С января 2009 года – декан механико-машиностроительного факультета КузГТУ. 
В октябре 2011 года назначен проректором по учебной работе университета.
Ректор Кузбасского государственного технического университета имени Т. Ф. Горбачёва (октябрь 2016 — 30 сентября 2020).

## Научная деятельность
Основные направления научной деятельности: повышение эксплуатационных свойств деталей машин путем формирования заданного механического и структурно-фазового состояния металла поверхностного слоя. 
Автор 52 научных работ. Является главным редактором научно-практического журнала «Вестник Кузбасского государственного технического университета».

## Награды и поощрения
- Почетная грамота Совета народных депутатов Кемеровской области (2013)
- Почетная грамота департамента образования и науки Кемеровской области (2014)
- Памятный подарок  - часы Губернатора (2015)